# كورت هوفمان (مجدف)
كورت هوفمان (بالألمانية: Kurt Hoffmann)‏ هو مجدف ألماني، ولد في 12 نوفمبر 1890 في هامبورغ في ألمانيا، وتوفي في 1976.

## وصلات خارجية
- كورت هوفمان على موقع الاتحاد الدولي للتجديف (الإنجليزية)
- كورت هوفمان على موقع اللجنة الأولمبية الدولية (الإنجليزية)
- كورت هوفمان على موقع أوليمبيديا (الإنجليزية)